# Ariadna ustulata
Ariadna ustulata е вид паяк от семейство Segestriidae. Видът е критично застрашен от изчезване.

## Разпространение
Разпространен е в Сейшели.

## Описание
Популацията на вида е намаляваща.